# Križ, Sevnica
Križ este o localitate din comuna Sevnica, Slovenia, cu o populație de 96 de locuitori.